# Uruguay en la Copa Mundial de Fútbol Sub-20 de 2009
La Selección de Uruguay fue uno de los 24 equipos participantes en la Copa Mundial de Fútbol Sub-20 de 2009, torneo que se llevó a cabo entre el 24 de septiembre y el 16 de octubre de 2009 en Egipto.
En el sorteo la Selección de Uruguay quedó emparejada en el Grupo D junto con Ghana, Uzbekistán y Inglaterra.

## Jugadores
Datos correspondientes a la situación previa al torneo.
| #  | Nombre                 | Posición      | Edad | Club                 |
| -- | ---------------------- | ------------- | ---- | -------------------- |
| 1  | Nicola Pérez           | Portero       | 19   | Nacional             |
| 2  | Robert Herrera         | Defensa       | 20   | Defensor Sporting    |
| 3  | Marcelo Silva          | Defensa       | 20   | Danubio              |
| 4  | Adrián Gunino          | Defensa       | 20   | Danubio              |
| 5  | Diego Rodríguez        | Mediocampista | 20   | Defensor Sporting    |
| 6  | Leandro Cabrera        | Defensa       | 18   | Atlético de Madrid   |
| 7  | Tabaré Viudez          | Mediocampista | 20   | Defensor Sporting    |
| 8  | Maximiliano Calzada    | Mediocampista | 19   | Nacional             |
| 9  | Jonathan Charquero     | Delantero     | 20   | Montevideo Wanderers |
| 10 | Gastón Ramírez         | Mediocampista | 18   | Peñarol              |
| 11 | Abel Hernández         | Delantero     | 19   | Peñarol              |
| 12 | Martín Rodríguez       | Portero       | 20   |                      |
| 13 | Matias Aguirregaray    | Defensa       | 20   | Peñarol              |
| 14 | Nicolás Lodeiro        | Mediocampista | 20   | Nacional             |
| 15 | Mauricio Pereyra       | Mediocampista | 19   | Nacional             |
| 16 | Rodrigo Mieres         | Defensa       | 20   | Defensor Sporting    |
| 17 | Jonathan Urretaviscaya | Delantero     | 19   | SL Benfica           |
| 18 | Matias Mirabaje        | Mediocampista | 20   | Racing               |
| 19 | Sebastián Coates       | Defensa       | 18   | Nacional             |
| 20 | Santiago García        | Delantero     | 19   | Nacional             |
| 21 | Martín Campaña         | Portero       | 20   | Cerro Largo          |
| -  | Diego Aguirre          | D. T.         | 44   |                      |

## Participación

### Grupo D
| Equipo     | Pts | PJ | PG | PE | PP | GF | GC | Dif |
| ---------- | --- | -- | -- | -- | -- | -- | -- | --- |
| Ghana      | 7   | 3  | 2  | 1  | 0  | 8  | 3  | 5   |
| Uruguay    | 7   | 3  | 2  | 1  | 0  | 6  | 2  | 4   |
| Uzbekistán | 1   | 3  | 0  | 1  | 2  | 2  | 6  | -4  |
| Inglaterra | 1   | 3  | 0  | 1  | 2  | 1  | 6  | -5  |

| 26 de septiembre de 2009, 21:30 | Inglaterra | 0:1 (0:0) | Uruguay    | Estadio de Ismailia, Ismailia                                               |                                                                             |
|                                 |            | Reporte   | Viudez 84' | Asistencia: 10.000 espectadores Árbitro(s): Olegario Benquerenca (Portugal) | Asistencia: 10.000 espectadores Árbitro(s): Olegario Benquerenca (Portugal) |

| 29 de septiembre de 2009, 18:45 | Uzbekistán | 0:3 (0:1) | Uruguay                                      | Estadio de Ismailia, Ismailia                                        |                                                                      |
|                                 |            | Reporte   | Lodeiro 28' · Urretaviscaya 62' · García 83' | Asistencia: 13.000 espectadores Árbitro(s): Roberto Rosetti (Italia) | Asistencia: 13.000 espectadores Árbitro(s): Roberto Rosetti (Italia) |

| 2 de octubre de 2009, 21:30 | Uruguay                        | 2:2 (0:0) | Ghana                | Estadio de Ismailia, Ismailia                                    |                                                                  |
|                             | Lodeiro 74' · Hernández 90+ 1' | Reporte   | Rabiu 54' · Osei 70' | Asistencia: 11.000 espectadores Árbitro(s): Ivan Bebek (Croacia) | Asistencia: 11.000 espectadores Árbitro(s): Ivan Bebek (Croacia) |

### Octavos de final
| 7 de octubre de 2009, 16:30 | Brasil                                   | 3:1 (3:1) | Uruguay           | Estadio de Puerto Saíd, Puerto Saíd                                  |                                                                      |
|                             | Alan Kardec 22' · Alex Teixeira 24', 31' | Reporte   | Urretaviscaya 36' | Asistencia: 11.200 espectadores Árbitro(s): Marco Rodríguez (México) | Asistencia: 11.200 espectadores Árbitro(s): Marco Rodríguez (México) |

## Estadísticas

### Participación de jugadores
| #  | Pos        | Jugador          | PJ | Minutos Jugados | Goles recibidos | Atajos | Tarjetas Amarillas | Doble Tarjeta Amarilla y Roja | Tarjetas Rojas |
| -- | ---------- | ---------------- | -- | --------------- | --------------- | ------ | ------------------ | ----------------------------- | -------------- |
| 1  | Guardameta | Nicola Pérez     | 0  | 0               | 0               | 0      | 0                  | 0                             | 0              |
| 12 | Guardameta | Martín Rodríguez | 4  | 360             | 0               | 0      | 0                  | 0                             | 0              |
| 23 | Guardameta | Martín Campaña   | 0  | 0               | 0               | 0      | 0                  | 0                             | 0              |

| #  | Pos            | Jugador                | PJ | Minutos Jugados | Goles | Asistencias | Tarjetas Amarillas | Doble Tarjeta Amarilla y Roja | Tarjetas Rojas |
| -- | -------------- | ---------------------- | -- | --------------- | ----- | ----------- | ------------------ | ----------------------------- | -------------- |
| 2  | Defensa        | Robert Herrera         | 1  | 90              | 0     | 0           | 0                  | 0                             | 0              |
| 3  | Defensa        | Marcelo Silva          | 3  | 270             | 0     | 0           | 1                  | 0                             | 0              |
| 4  | Defensa        | Adrián Gunino          | 4  | 335             | 0     | 0           | 0                  | 0                             | 0              |
| 5  | Centrocampista | Diego Rodríguez        | 3  | 267             | 0     | 0           | 3                  | 0                             | 0              |
| 6  | Defensa        | Leandro Cabrera        | 4  | 348             | 0     | 0           | 1                  | 0                             | 0              |
| 7  | Delantero      | Tabaré Viudez          | 4  | 193             | 1     | 1           | 0                  | 0                             | 0              |
| 8  | Centrocampista | Maximiliano Calzada    | 3  | 93              | 0     | 0           | 0                  | 0                             | 0              |
| 9  | Delantero      | Jonathan Charquero     | 1  | 29              | 0     | 0           | 0                  | 0                             | 0              |
| 10 | Centrocampista | Gastón Ramírez         | 3  | 196             | 0     | 3           | 2                  | 0                             | 0              |
| 11 | Delantero      | Abel Hernández         | 4  | 254             | 1     | 1           | 0                  | 0                             | 0              |
| 13 | Defensa        | Matias Aguirregaray    | 2  | 115             | 0     | 1           | 0                  | 0                             | 0              |
| 14 | Centrocampista | Nicolás Lodeiro        | 4  | 331             | 2     | 0           | 1                  | 0                             | 0              |
| 15 | Centrocampista | Mauricio Pereyra       | 4  | 259             | 0     | 0           | 2                  | 0                             | 0              |
| 16 | Defensa        | Rodrigo Mieres         | 0  | 0               | 0     | 0           | 0                  | 0                             | 0              |
| 17 | Delantero      | Jonathan Urretaviscaya | 3  | 270             | 2     | 1           | 3                  | 0                             | 0              |
| 18 | Centrocampista | Matias Mirabaje        | 1  | 12              | 0     | 0           | 0                  | 0                             | 0              |
| 19 | Defensa        | Sebastián Coates       | 4  | 360             | 0     | 0           | 1                  | 0                             | 0              |
| 20 | Delantero      | Santiago García        | 3  | 178             | 1     | 0           | 0                  | 0                             | 0              |

### Goleadores
| Jugador                | Goles | Asistencias | Minutos |
| ---------------------- | ----- | ----------- | ------- |
| Jonathan Urretaviscaya | 2     | 1           | 270'    |
| Nicolás Lodeiro        | 2     | 0           | 331'    |
| Tabaré Viudez          | 1     | 1           | 193'    |
| Abel Hernández         | 1     | 1           | 254'    |
| Santiago García        | 1     | 0           | 178'    |